# Бувјер
Бувјер (фр. Bouvières) насеље је и општина у источној Француској у региону Рона-Алпи, у департману Дром која припада префектури Ди.
По подацима из 2011. године у општини је живело 147 становника, а густина насељености је износила 5,87 становника/km². Општина се простире на површини од 25,05 km². Налази се на средњој надморској висини од 612 метара (максималној 1.577 m, а минималној 540 m).

## Демографија
| 1962. | 1968. | 1975. | 1982. | 1990. | 1999. | 2011. |
| ----- | ----- | ----- | ----- | ----- | ----- | ----- |
| 183   | 196   | 194   | 181   | 184   | 160   | 147   |

График промене броја становника у току последњих година